# Hilton Clarke
Hilton Clarke (Ormond, Melbourne, 7 de novembre de 1979) és un ciclista australià professional des del 2001. El seu pare Hilton també es dedicà al ciclisme.

## Palmarès
- 2000
  - 1r a la Melbourne to Warrnambool Classic
  - Vencedor d'una etapa al Tour de Tasmània
- 2001
  - Vencedor de 2 etapes a la International Cycling Classic
  - Vencedor d'una etapa al Tour de Southland
- 2002
  - 1r a la Pomona Valley Stage Race
  - Vencedor de 2 etapes a la Herald Sun Tour
  - Vencedor d'una etapa al Geelong Bay Classic Series
  - Vencedor d'una etapa al Nature Valley Grand Prix
  - Vencedor de 3 etapes a la International Cycling Classic
  - Vencedor d'una etapa al Tour de Southland
- 2003
  - Vencedor de 2 etapes a la Volta a Egipte
  - Vencedor d'una etapa al Herald Sun Tour
- 2005
  - Vencedor d'una etapa al Geelong Bay Classic Series
  - Vencedor d'una etapa a la International Cycling Classic
  - Vencedor d'una etapa al Herald Sun Tour
- 2006
  - 1r a la Jayco Bay Classic
  - 1r al Tour d'Elk Grove 1
  - 1r al Tour d'Elk Grove 2
  - 1r al Rochester Twilight Criterium
  - Vencedor d'una etapa al Herald Sun Tour
- 2007
  - 1r al Rochester Twilight Criterium
- 2008
  - Vencedor d'una etapa al Mount Hood Cycling Classic
  - Vencedor d'una etapa al Tulsa Tough
  - Vencedor d'una etapa al Tour d'Elk Grove
- 2009
  - Vencedor d'una etapa a la International Cycling Classic
- 2010
  - 1r a la Clarendon Cup
  - Vencedor d'una etapa a la San Dimas Stage Race
  - Vencedor d'una etapa a la Redlands Bicycle Classic
  - Vencedor de 2 etapes al Nature Valley Grand Prix
- 2011
  - 1r a la Clarendon Cup
  - Vencedor d'una etapa al Tour d'Elk Grove